# NK Zrinski Odra Sisačka
NK Zrinski je bio nogometni klub iz Odre Sisačke.
Djelovao 1928. godine nije bio registriran i nije sudjelovao u župskom prvenstvu. Odigrao više prijateljskih utakmica. Dne 2. travnja 1933. godine odigrao prvu utakmicu u selu Palanjek, pobijedivši tamošnji ŠK "Palanjek" s 5:0. Klub je djelovao u sastavu "Seljačke sloge" u selu i okupljao mladež.
Klub se gasi sve do 1947. godine kada se javlja pod imenom "Dinamo" Odra. Nogometna momčad aktiva igra s aktivima sela sa sisačkog područja i sudjeluje na raznim seoskim turnirima i sletovima kojih je bilo dosta u vrijeme poslije Drugog svjetskog rata. 
Dne 24. veljače 1972. godine klub donosi novi statut i mijenja ime u Sportsko društvo "Dinamo" Odra, a nogomet je od tada jedina športska aktivnost kluba.
Klub je nekoliko puta bio ugašen i ponovno osnivan, današnji 
NK Zrinski iz Odre je ostao pravni nasljednih svojih predhodnica iz 1928. godine.
Nogometni klub Zrinski dobiva ime krajem 1990. godine. 